# Atanatolica dominicana
Atanatolica dominicana är en nattsländeart som beskrevs av Oliver S. Flint Jr. 1968. Atanatolica dominicana ingår i släktet Atanatolica och familjen långhornssländor. Inga underarter finns listade i Catalogue of Life.